# Музей на съвременното изкуство на Република Сръбска
Музей на съвременното изкуство на Република Сръбска (на сръбски: Музеј савремене умјетности Републике Српске) е музей на съвременното изкуство в град Баня Лука, Република Сръбска.

## История
Музеят е основан през 1971 г., в сградата на бивша жп гара в Баня Лука. В периода 1971 – 2004 г. е Художествена галерия на изящните изкуства на Република Сръбска, която през 2004 г. е преименувана на Музей на съвременното изкуство на Република Сръбска. През 2007 г. мястото е обявено за национален паметник от Комисията за запазване на националните паметници на Босна и Херцеговина, и изисква специфични мерки за защита.

## Отдели
Музеят има 4 отдела:
- Отдел за колекции
- Отдел зо документация
- Отдел за педагогическа работа
- Отдел за изложбени и програмни дейности